# Олуити (Сасари)
Олуити је насеље у Италији у округу Сасари, региону Сардинија.
Према процени из 2011. у насељу је живело 15 становника. Насеље се налази на надморској висини од 395 м.